# Pasireotide
Pasireotide é um fármaco da Novartis de marca comercial Signifor. Foi aprovado para ser utilizado no tratamento da doença de Cushing pelo FDA em dezembro de 2012. Nos estudos clínicos de fase III mostrou que a maioria dos pacientes testados conseguiu reduzir os níveis de cortisol na urina.